# Real Madrid Baloncesto 1999-2000
Questa voce raccoglie le informazioni riguardanti il Real Madrid Baloncesto nelle competizioni ufficiali della stagione 1999-2000.

## Stagione
La stagione 1999-2000 del Real Madrid Baloncesto è la 44ª nel massimo campionato spagnolo di pallacanestro, la Liga ACB.
All'inizio della nuova stagione la Federazione decise di modificare il regolamento riguardo al numero di giocatori extracomunitari consentiti per ogni squadra che così passò a solo due.

## Roster
Aggiornato al 10 novembre 2021.
| Real Madrid Teka 1999-00 | Real Madrid Teka 1999-00 |
| Giocatori                | Staff tecnico            |
| ------------------------ | ------------------------ |

| N. | Naz.                                     | Ruolo | Nome                 | Anno | Alt.   | Peso   |  |
| -- | ---------------------------------------- | ----- | -------------------- | ---- | ------ | ------ |  |
| 4  | Spagna (bandiera)                        | G     | Alberto Angulo       | 1970 | 196 cm | 85 kg  |  |
| 5  | Belgio (bandiera)                        | C     | Éric Struelens       | 1969 | 208 cm | 120 kg |  |
| 6  | Stati Uniti (bandiera)                   | P     | Keith Jennings       | 1968 | 170 cm | 73 kg  |  |
| 6  | Jugoslavia (bandiera)                    | P     | Aleksandar Đorđević  | 1967 | 188 cm | 90 kg  |  |
| 7  | Spagna (bandiera)                        | AP    | Lucio Angulo         | 1973 | 198 cm | 93 kg  |  |
| 8  | Spagna (bandiera)                        | P     | José Luis Galilea    | 1972 | 187 cm | 80 kg  |  |
| 9  | Spagna (bandiera)                        | P     | Roberto Núñez        | 1978 | 192 cm | 84 kg  |  |
| 11 | Spagna (bandiera)                        | AP    | Alberto Herreros (C) | 1969 | 200 cm | 98 kg  |  |
| 12 | Germania (bandiera)                      | C     | Hansi Gnad           | 1963 | 208 cm | 110 kg |  |
| 12 | Spagna (bandiera)                        | AC    | Darío Quesada        | 1976 | 203 cm | 102 kg |  |
| 12 | Inghilterra (bandiera)                   | C     | Andrew Betts         | 1977 | 216 cm | 110 kg |  |
| 13 | Stati Uniti (bandiera)                   | C     | Brent Scott          | 1971 | 208 cm | 113 kg |  |
| 14 | Danimarca (bandiera)                     | AC    | Mikkel Larsen        | 1972 | 207 cm | 110 kg |  |
| 14 | Russia (bandiera) · Spagna (bandiera)    | C     | Michail Michajlov    | 1971 | 206 cm |        |  |
| 15 | Spagna (bandiera)                        | AG    | Iker Iturbe          | 1976 | 198 cm | 101 kg |  |
| 16 | Argentina (bandiera) · Spagna (bandiera) | A     | Ariel Eslava         | 1979 | 201 cm | 98 kg  |  |
| -  | Spagna (bandiera)                        | GA    | Víctor Férriz        | 1979 | 193 cm |        |  |

| Allenatore                                                        |
| - Sergio Scariolo                                                 |
| Assistente/i                                                      |
| - Chus Mateo Legenda - (C) Capitano - (IN) Inattivo - Infortunato |

## Mercato

### Sessione estiva
| Acquisti | Acquisti          | Acquisti          | Acquisti   | Acquisti |
| R.a      | Nome              | da                | Modalità   |          |
| -------- | ----------------- | ----------------- | ---------- | -------- |
| P        | Keith Jennings    | Le Mans           | definitivo |          |
| AP       | Lucio Angulo      | Saski Baskonia    | definitivo |          |
| P        | José Luis Galilea | León              | definitivo |          |
| C        | Hansi Gnad        | Scaligera         | definitivo |          |
| P        | Roberto Núñez     | Alicante          | definitivo |          |
| C        | Brent Scott       | Viola R. Calabria | definitivo |          |
| AC       | Mikkel Larsen     | Mens Sana Siena   | definitivo |          |
| A        | Ariel Eslava      | Boca Juniors      | definitivo |          |

| Cessioni | Cessioni              | Cessioni          | Cessioni       | Cessioni |
| R.       | Nome                  | a                 | Modalità       |          |
| -------- | --------------------- | ----------------- | -------------- | -------- |
| P        | José Lasa             | Peristeri         | fine contratto |          |
| AG       | Bobby Martin          | Quad City Thunder | fine contratto |          |
| P        | Lucas Victoriano      | Lleida            | prestito       |          |
| C        | Tanoka Beard          | Valencia          | fine contratto |          |
| P        | Ismael Santos         | Pall. Treviso     | fine contratto |          |
| C        | Antonio Bueno Delgado | Fuenlabrada       | prestito       |          |
| AP       | Héctor García         | Ourense           | fine contratto |          |
| AG       | Sergio Luyk           | Breogán           | fine contratto |          |

### Dopo l'inizio della stagione
| Acquisti | Acquisti            | Acquisti       | Acquisti          | Acquisti   |
| R.       | Nome                | da             | Data              | Modalità   |
| -------- | ------------------- | -------------- | ----------------- | ---------- |
| P        | Aleksandar Đorđević | Free agent     | 22 settembre 1999 | definitivo |
| C        | Michail Michajlov   | Free agent     | dicembre 1999     | definitivo |
| AC       | Darío Quesada       | Real Madrid B  | 4 gennaio 2000    | definitivo |
| C        | Andrew Betts        | Pall. Reggiana | aprile 2000       | definitivo |

| Cessioni | Cessioni       | Cessioni         | Cessioni          | Cessioni    |
| R.       | Nome           | a                | Data              | Modalità    |
| -------- | -------------- | ---------------- | ----------------- | ----------- |
| P        | Keith Jennings | Fenerbahçe       | 21 settembre 1999 | rescissione |
| C        | Hansi Gnad     | Bayer Leverkusen | dicembre 1999     | rescissione |
| AC       | Mikkel Larsen  | Olimpia Milano   | 4 gennaio 2000    | rescissione |
| AC       | Darío Quesada  | Free agent       | aprile 2000       | rescissione |